# Samuel Zehnder
Samuel Zehnder (* 29. Februar 2000 in Richterswil) ist ein Schweizer Handballspieler. Der 1,83 m grosse linke Flügelspieler spielt seit 2022 für den deutschen Bundesligisten TBV Lemgo Lippe und steht zudem im Aufgebot der Schweizer Nationalmannschaft.

## Karriere

### Verein
Samuel Zehnder begann bereits im Alter von fünf Jahren mit dem Handball beim HC Wädenswil. Über den HC Horgen kam er 2012 nach Schaffhausen, wo er Mitglied in der Swiss Handball Academy wurde. Mit der U-15 (1×), U-17 (1×) und U-19 (2×) der Kadetten Schaffhausen wurde der Rechtshänder viermal Schweizer Meister.
In der Saison 2017/18 lief der linke Flügel für die Kadetten Espoirs, die zweite Mannschaft der Kadetten Schaffhausen, in der Nationalliga B auf. Ab der Saison 2018/19 war er Teil der Erstliga-Mannschaft. Mit Schaffhausen gewann Zehnder 2019 seine erste Schweizer Meisterschaft und wurde zum „Rookie des Jahres“ gewählt. Im EHF-Cup 2018/19 gab er sein Europapokaldebüt. In der Saison 2020/21 gewann er mit den Kadetten den Schweizer Cup, 2022 folgte die zweite Meisterschaft.
Zur Saison 2022/23 wechselte er zum deutschen Bundesligisten TBV Lemgo Lippe. Zum Ende der Saison wurde er als Linksaußen der Saison zur Wahl des DKB MVPs der Saison nominiert.

### Nationalmannschaft
In der Schweizer Nationalmannschaft debütierte Zehnder am 14. Juni 2017 bei der 20:33-Niederlage gegen Slowenien in Schaffhausen. Bei der Weltmeisterschaft 2021 warf er zwei Tore in sechs Spielen und belegte mit der Schweiz Rang 16 von 32 Mannschaften. An der Europameisterschaft 2024 warf er drei Tore in drei Spielen und belegte mit dem Team den 21. Rang. An der Weltmeisterschaft 2025 warf er zehn Tore in sechs Spielen und erreichte mit der Auswahl den 11. Platz.
Bisher bestritt er 61 Länderspiele, in denen er 130 Tore erzielte.

## Erfolge

### Junioren
- U15 Elite Junioren Schweizer Meister 2015
- Regional Auswahl Junioren Vize Schweizer Meister 2015
- U17 Elite Junioren Schweizer Meister 2016
- U19 Elite Junioren Schweizer Meister 2017 und 2018
- 3. Platz bei U19 Championship in Georgien 2018
- Best Left Wing bei U19 Championship in Georgien 2018

### Aktive Karriere
- Schweizer Meister 2019 & 2022
- Schweizer Vize-Meister 2021
- QHL Bester U21 Spieler 2019[6]
- Supercup Sieger 2019
- Supercup-Finalist 2020
- Schweizer Cup Sieger 2021
- Schweizer Cup-Finalist 2019
- QHL Publikumsliebling 2022[7]
- Nominierter Linksaußen zur Wahl des DKB MVP 2023 (3. Platz)[8]

## Statistik
| Saison  | Liga        | Verein                | Spiele | Tore | 7-Meter | Ø    | Bemerkungen                       |
| ------- | ----------- | --------------------- | ------ | ---- | ------- | ---- | --------------------------------- |
| 2012/13 | U15 Inter   | Kadetten Schaffhausen | 8      | 10   | 1       | 1.3  |                                   |
| 2013/14 | U15 Elite   | Kadetten Schaffhausen | 18     | 144  | 28      | 8    |                                   |
| 2014/15 | U15 Elite   | Kadetten Schaffhausen | 20     | 204  | 40      | 10.2 | Schweizer Meister & Ligatopscorer |
| 2014/15 | U17 Elite   | Kadetten Schaffhausen | 12     | 17   | 0       | 1.4  | 3. Platz                          |
| 2014/15 | RA Junioren | Regionalauswahl Ost   | 4      | 16   | 3       | 4    | Vize Schweizer Meister            |
| 2015/16 | U17 Elite   | Kadetten Schaffhausen | 16     | 65   | 8       | 4.1  | Schweizer Meister                 |
| 2015/16 | U19 Elite   | Kadetten Schaffhausen | 8      | 5    | 0       | 0.6  |                                   |
| 2016/17 | U17 Elite   | Kadetten Schaffhausen | 15     | 96   | 9       | 6.4  | 3. Platz                          |
| 2016/17 | U19 Elite   | Kadetten Schaffhausen | 23     | 90   | 13      | 3.9  | Schweizer Meister                 |
| 2017/18 | U19 Elite   | Kadetten Schaffhausen | 14     | 91   | 12      | 6.5  | Schweizer Meister                 |

| Saison  | Liga                | Verein                    | Spiele | Tore | 7-Meter | Ø   | Bemerkungen                                                                                 |
| ------- | ------------------- | ------------------------- | ------ | ---- | ------- | --- | ------------------------------------------------------------------------------------------- |
| 2016/17 | Männer NLB          | SG GS/Kadetten Espoirs SH | 9      | 10   | 1       | 1.1 |                                                                                             |
| 2016/17 | Schweizer Cup       | SG GS/Kadetten Espoirs SH | 1      | 5    | 1       | 5   |                                                                                             |
| 2017/18 | Männer NLB          | SG GS/Kadetten Espoirs SH | 21     | 85   | 12      | 4   |                                                                                             |
| 2018/19 | Männer NLB          | SG GS/Kadetten Espoirs SH | 3      | 11   | 1       | 3.7 | - Schweizer Meister - Vize Cup Sieger - QHL Bester U21 Spieler                              |
| 2018/19 | Schweizer Cup       | SG GS/Kadetten Espoirs SH | 3      | 16   | 3       | 5.3 | - Schweizer Meister - Vize Cup Sieger - QHL Bester U21 Spieler                              |
| 2018/19 | Männer NLA          | Kadetten Schaffhausen     | 32     | 109  | 25      | 3.4 | - Schweizer Meister - Vize Cup Sieger - QHL Bester U21 Spieler                              |
| 2018/19 | Schweizer Cup       | Kadetten Schaffhausen     | 5      | 16   | 1       | 3.2 | - Schweizer Meister - Vize Cup Sieger - QHL Bester U21 Spieler                              |
| 2018/19 | EHF Cup             | Kadetten Schaffhausen     | 6      | 4    | n. a.   | 0.7 | - Schweizer Meister - Vize Cup Sieger - QHL Bester U21 Spieler                              |
| 2019/20 | Männer NLA          | Kadetten Schaffhausen     | 0      | 0    | 0       | 0   | - Supercup Sieger - Verletzt - Abbruch der Meisterschaft, aufgrund der Corona-Pandemie      |
| 2019/20 | Schweizer Cup       | Kadetten Schaffhausen     | 1      | 3    | 1       | 3   | - Supercup Sieger - Verletzt - Abbruch der Meisterschaft, aufgrund der Corona-Pandemie      |
| 2020/21 | Männer NLA          | Kadetten Schaffhausen     | 36     | 56   | 9       | 1.6 | - Cup Sieger - Vize Schweizer Meister - Vize Super Cup Sieger                               |
| 2020/21 | Schweizer Cup       | Kadetten Schaffhausen     | 3      | 1    | 0       | 0.3 | - Cup Sieger - Vize Schweizer Meister - Vize Super Cup Sieger                               |
| 2020/21 | EHF European League | Kadetten Schaffhausen     | 12     | 5    | n. a.   | 0.4 | - Cup Sieger - Vize Schweizer Meister - Vize Super Cup Sieger                               |
| 2021/22 | Männer NLA          | Kadetten Schaffhausen     | 35     | 181  | 94      | 5.2 | - Schweizer Meister, - QHL Publikumsliebling - Mobiliar Topscorer der Kadetten Schaffhausen |
| 2021/22 | Schweizer Cup       | Kadetten Schaffhausen     | 3      | 22   | 5       | 7.3 | - Schweizer Meister, - QHL Publikumsliebling - Mobiliar Topscorer der Kadetten Schaffhausen |
| 2021/22 | EHF European League | Kadetten Schaffhausen     | 18     | 101  | n. a.   | 5.6 | - Schweizer Meister, - QHL Publikumsliebling - Mobiliar Topscorer der Kadetten Schaffhausen |
| 2022/23 | Bundesliga          | TBV Lemgo                 | 27     | 155  | 67      | 5.7 |                                                                                             |
| 2022/23 | DHB-Pokal           | TBV Lemgo                 | 4      | 15   | 4       | 3.8 |                                                                                             |
| 2022/23 | EHF European League | TBV Lemgo                 | 4      | 23   | 6       | 5.8 |                                                                                             |

| Kader      | Spiele | Tore | Ø   | Bemerkungen                                            |
| ---------- | ------ | ---- | --- | ------------------------------------------------------ |
| U17-Männer | 9      | 39   | 4.3 |                                                        |
| U19-Männer | 39     | 143  | 3.7 | 3. Rang & Best Left Wing Championship 2018 in Georgien |
| U21-Männer | 2      | 9    | 4.5 |                                                        |
| Männer     | 38     | 66   | 1.7 | (Stand: 17. Juli 2023)                                 |